# Вёльштадт
Вёльштадт (нем. Wöllstadt) — община в Германии, в земле Гессен. Подчиняется административному округу Дармштадт. Входит в состав района Веттерау.  Население составляет 6153 человека (на 31 декабря 2010 года). Занимает площадь 15,38 км².
Община подразделяется на 2 сельских округа.